# Taizonia obrieni
Taizonia obrieni là một loài bọ cánh cứng trong họ Chrysomelidae. Loài này được Gruev & Askevold miêu tả khoa học năm 1988.